# Gilduin Davy
Pour les articles homonymes, voir Davy.
Gilduin Davy est un historien du droit français. Au terme de ses études de droit à l’Université Paris II Panthéon-Assas où il obtient le premier prix au Concours général d’Histoire du droit (1993), il accède au grade de Docteur en droit en ayant soutenu en décembre 2001 une thèse dirigée par Albert Rigaudière (Membre de l’Institut) intitulée Le duc et la loi, héritage image et expressions du pouvoir normatif dans le duché de Normandie, des origines à la mort du conquérant (fin IXe siècle – 1087). La version publiée de ce travail s’est vu décerner le Second Prix Gobert par l’Académie des Inscriptions et Belles Lettres (2005).

## Biographie
En 2004, il est recruté en tant que Maître de conférences à l’Université de Rouen et y reste en poste jusqu’en 2012. Il y a exercé les fonctions de responsable pédagogique du Centre universitaire d’Évreux entre 2006 et 2012. Il a enseigné l’Histoire du droit public, l’histoire du droit privé ainsi que l’histoire du droit maritime (Faculté des affaires internationales du Havre). Il a aussi créé la Bibliothèque numérique de droit normand (2008), et la collection des Cahiers historiques des Annales de droit (Presses Universitaires de Rouen et du Havre). Il soutient son Habilitation à diriger des recherches en 2010. Après l’obtention de l’agrégation d’histoire du droit (concours 2011-2012), il devient Professeur à l’Université d'Orléans puis, en 2014, à l’Université Paris Ouest Nanterre - La Défense.
Il dirige le Master Histoire et anthropologie du droit et exerce les fonctions de directeur adjoint du Centre d’Histoire et d’Anthropologie du droit de l’Université Paris Nanterre (EA 4417). Il participe à diverses instances universitaires.
Il est membre de plusieurs sociétés savantes et a été intégré (young felow) au Center of Advenced Studies de l’Académie des sciences et des lettres de Norvège (Oslo) de 2018 à 2022.
Ses travaux, initialement campés dans le champ de la Normandie médiévale, se sont étendus dans le temps et dans l’espace. Intéressé à envisager le devenir des sources du Moyen Âge dans le discours juridique et idéologique des XVIIe et XVIIIe siècles, il étudie la doctrine normande à la lumière de certains cas particuliers, notamment l’œuvre du juriste David Hoüard. Il consacre à ce dernier un colloque remarqué en 2011 et plusieurs articles. Étendant ses recherches aux mondes normands, il s’intéresse depuis une dizaine d’années à la culture juridique de la Scandinavie médiévale (principalement l’Islande et la Norvège) et a publié une quinzaine de travaux sur la question. Ses récents travaux portent sur l’historiographie juridique du XIXe siècle et le devenir du phénomène coutumier au lendemain de la promulgation du Code civil (1804).
Il a présidé la Société Jean Yver (anciennement Société pour l’histoire du droit et des institutions des pays de l’Ouest de la France) fondée en 1952 par Jean Yver de 2015 à 2022. Il en est désormais vice-président. 

## Principales publications
- Le Duc et la loi : héritages, images et expressions du pouvoir normatif dans le duché de Normandie, des origines à la mort du Conquérant : fin du IXe siècle - 1087, Paris, De Boccard, 2004, 669 p. (ISBN 2-7018-0167-2 et 978-2-7018-0167-4, OCLC 469363621, lire en ligne). (ouvrage honoré du second Prix Gobert décerné par l’Académie des Inscriptions et Belles Lettres (Institut de France))
- Guillaume le Conquérant, Le Bâtard de Normandie, Paris, Belin, 2014, 224 p..
- La Saga des diseurs de droit. Esquisse juridique de l’Islande médiévale, Paris, Classiques Garnier, La Mémoire du droit, 2021, 454 p..
- David Hoüard (1725-1802), un juriste et son temps. Rencontre autour de l’histoire du droit normand au Siècle des Lumières, tenu à la Faculté de Droit de Rouen les 10 – 11 mars 2011, sous la direction de G. Davy, Rouen, PURH [Cahiers historiques des Annales de Droit, 1], 2012.
- La Normandie, terre de traditions juridiques. Colloque organisé à l’Abbaye de Royaumont du 4 au 7 juin 2013, dir. G. Davt et Y. Mausen Rouen, PURH [Cahiers historiques des Annales de Droit, 2], 2016.
- Histoire, peuple et droit. Mélanges en l’honneur du Professeur Jacques Bouveresse, dir. V. Lemonnier-Lesage, G. Davy et R. Eckert Rouen, PURH, 2014.
- 1515-2015. Autour du cinq-centième anniversaire du Parlement de Normandie, dir. G. Davy et V. Lemonnier-Lesage, Rouen, PURH [Cahiers historiques des Annales de Droit, 3], 2017.
- Le Droit autrement. Mélanges en l’honneur du Professeur Jean-Pierre Poly, dir. G. Davy et Chr. Lauranson-Rosaz (†), Paris, Mare & Martin, 2017.
- L'Alternativité : entre mythe et réalité ? Regards interdisciplinaires sur les Modes alternatifs de règlement de conflits (Droit, histoire, anthropologie), préface de Mme Ch. Arens, dir. S. Amrani-Mekki, G. Davy, S. Kerneis et M. Roccati, Paris, Mare & Martin, 2018.
- Droit, pouvoir et société au Moyen Âge. Mélanges offerts au professeur Yves Sassier, Liber amicorum, dir. E. Chevreau, O. Descamps, G. Davy et Fr. Lachaud, Limoges, PULIM, 2021.
- Les Ordalies : rituels et conduites, dir. C. Archan, G. Courtois, G. Davy, M. Valleur et R. Verdier, Paris, Mare & Martin, 2022